# National Geographic People
National Geo People, в миналото познат като Nat Geo Adventure (National Geographic Adventure) и Adventure One (A1), е телевизионен канал, част от 21st Century Fox и National Geographic Society. Каналът е насочен към по-младата аудитория и излъчва предавания, свързани с пътешествия и истории за хора, забавляващи се, докато изучават света.
Австралия, Тихоокеанска Азия, Европа и Средния Изток продължават да излъчват новия приключенски канал, докато Обединеното кралство решава да го замени с National Geographic Wild.